# Barleria leandrii
Barleria leandrii là một loài thực vật có hoa trong họ Ô rô. Loài này được Benoist mô tả khoa học đầu tiên năm 1933 publ. 1934.